# 本町 (半田市)
本町（ほんまち）は、愛知県半田市の地名。

## 地理
半田市中央部に位置する。西は勘内町・東天王町、北東は浜田町・上浜町、南東は東本町に接する。

### 学区
市立小・中学校に通う場合、学校等は以下の通りとなる。また、公立高等学校に通う場合の学区は以下の通りとなる。
| 番・番地等 | 小学校             | 中学校             | 高等学校 |
| ---------- | ------------------ | ------------------ | -------- |
| 全域       | 半田市立半田小学校 | 半田市立半田中学校 | 尾張学区 |

### 河川
- 十ケ川[1]
- 阿久比川[1]

## 歴史

### 人口の変遷
国勢調査による人口および世帯数の推移。
| 1995年（平成7年）  | 227世帯 686人 |  |
| 2000年（平成12年） | 196世帯 540人 |  |
| 2005年（平成17年） | 198世帯 514人 |  |
| 2010年（平成22年） | 182世帯 456人 |  |
| 2015年（平成27年） | 180世帯 407人 |  |
| 2020年（令和2年）  | 169世帯 391人 |  |

### 沿革
- 1957年（昭和32年） - 半田市旧半田町域の大字なし地域の一部により、同市本町が成立[2]。

## 交通
- 国道247号[1]
- 愛知県道衣浦西港線[1]

## 施設
- 半田重工業[1]
- 北区公民館[1]
- 北区第二公民館[1]
- 西山浄土宗尋声寺[1]

本町4丁目に所在。西山浄土宗に属し、阿弥陀如来座像を本尊としている。1868年（明治元年）に、半田村小栗三郎兵衛が私有の尋聲庵として開いたのが始まりであり、以降1924年（大正13年）に光照院に土地建物仏具一切が寄進されるまで小栗家の所有であった。途中、1903年（明治36年）11月29日に光照院説教所となっている。1942年（昭和17年）に浄土宗西山派尋聲教会への改組を経て、1948年（昭和23年）に宗教法人法下で尋聲寺として独立し、光照院より土地建物仏具一式が寄贈された。境内地は70坪、本堂・庫裡をあわせて25.15坪。
- 一行庵[1]
- 天理教半田分教会[1]

### WEB
1. ↑  “愛知県半田市の町丁・字一覧”.   人口統計ラボ. 2023年11月25日閲覧。
2. 1 2  総務省統計局 (2022年2月10日). “令和2年国勢調査の調査結果(e-Stat) - 男女別人口，外国人人口及び世帯数－町丁・字等” (CSV). 2023年8月2日閲覧。
3. ↑  “愛知県半田市の郵便番号一覧”.   日本郵便. 2023年11月25日閲覧。
4. ↑  “市外局番の一覧” (PDF).   総務省 (2022年3月1日). 2022年3月22日閲覧。
5. ↑  半田市教育委員会事務局教育部学校教育課 学校担当 (2015年4月1日). “半田市立小中学校　通学区域一覧（町名あいうえお順）” (PDF).   半田市. 2024年1月6日閲覧。
6. ↑  “平成29年度以降の愛知県公立高等学校（全日制課程）入学者選抜における通学区域並びに群及びグループ分け案について”.   愛知県教育委員会 (2015年2月16日). 2019年1月14日閲覧。
7. ↑  総務省統計局 (2014年3月28日). “平成7年国勢調査の調査結果(e-Stat) - 男女別人口及び世帯数 －町丁・字等” (CSV). 2021年7月20日閲覧。
8. ↑  総務省統計局 (2014年5月30日). “平成12年国勢調査の調査結果(e-Stat) - 男女別人口及び世帯数 －町丁・字等” (CSV). 2021年7月20日閲覧。
9. ↑  総務省統計局 (2014年6月27日). “平成17年国勢調査の調査結果(e-Stat) - 男女別人口及び世帯数 －町丁・字等” (CSV). 2021年7月21日閲覧。
10. ↑  総務省統計局 (2012年1月20日). “平成22年国勢調査の調査結果(e-Stat) - 男女別人口及び世帯数 －町丁・字等” (CSV). 2021年7月21日閲覧。
11. ↑  総務省統計局 (2017年1月27日). “平成27年国勢調査の調査結果(e-Stat) - 男女別人口及び世帯数 －町丁・字等” (CSV). 2021年7月21日閲覧。

### 書籍
1. 1 2 3 4 5 6 7 8 9 10 11 12  「角川日本地名大辞典」編纂委員会 1989, p. 1823.
2. ↑  「角川日本地名大辞典」編纂委員会 1989, p. 1228.
3. 1 2 3 4 5 6  愛知県史誌出版協会編集事務局 1986, p. 225.